# 一宮市尾西地域公共施設巡回バス
一宮市尾西地域公共施設巡回バス（いちのみやしびさいちいきこうきょうしせつじゅんかいバス）は、かつて愛知県一宮市が名鉄バスに運行委託していたコミュニティバス。「尾西地区公共施設巡回バス」とも言う。
2007年（平成19年）6月30日で廃止され、その翌日からはi-バスの路線（尾西北コース、尾西南コース）に変更された。

## 概要
尾西市が運行させていたコミュニティバスだったが、市町村合併で尾西市が一宮市に編入したため一宮市が運行を委託するようになった。運行委託先は、名鉄バス。
廃止当時には東・西・南の3コースがあり、旧・尾西市である「尾西地区」で運行されている。また全てのコースが尾西市民病院を起・終点とし、各コースにはそれぞれ色が設定されている。
なお、運行は平日のみで、土日・祝日や年末年始は運休。運賃は無料。
各コースに関しては、下記の「運行コースの節」参照。

## 歴史

### 年表
- 1998年（平成10年）10月1日 - 尾西市がコミュニティバスの尾西市公共施設巡回バス運行開始。東・西・南・北の4コース7系統。
- 2003年（平成15年）11月4日 - 路線を大幅に見直す。北コース廃止。東・西・南の3コース3系統。
- 2005年（平成17年）4月1日 - 尾西市が一宮市に編入。「一宮市尾西地域公共施設巡回バス」に改称。
- 2007年（平成19年）
  - 6月30日 - 廃止。
  - 7月1日 - i-バスに尾西北コース、尾西南コースとして吸収される。

## 運行コース

### 東コース
バスの色は赤色。
主な停留所
- 尾西市民病院、尾西第一中学校前、尾西庁舎前、木曽川高校東、奥町駅前、開明駅前、三条小学校前

### 西コース
バスの色は緑色。
主な停留所
- 尾西市民病院、尾西スポーツセンター前、尾西庁舎前、小信中島小学校前、三岸節子記念美術館前、尾西歴史民俗資料館前、老人ホーム朝日荘前

### 南コース
バスの色は青色。
主な停留所
- 尾西市民病院、尾西第二中学校南、尾西南部生涯学習センター、尾西高校前、尾西グリーンプラザ

## 備考
運行開始から2003年の改訂までは、北コースを含む4コースであった。北コースのバスの色は、黄色。